# Buddy Adler
Pour les articles homonymes, voir Adler.
Buddy Adler (né le 22 juin 1909 à New York, dans l'État de New York aux États-Unis et mort le 12 juillet 1960 à Los Angeles, en Californie) est un producteur de cinéma, scénariste et acteur américain.

## Filmographie

### Comme producteur
- 1948 : La Fin d'un tueur (The Dark Past) de Rudolph Maté
- 1949 : Pas de pitié pour les maris (en) (Tell It to the Judge) de Norman Foster
- 1950 : Suzy... dis-moi oui (A Woman of Distinction)
- 1950 : La Flamme qui s'éteint (No Sad Songs for Me)
- 1951 : Saturday's Hero
- 1951 : The Harlem Globetrotters (en)
- 1952 : Paula, de Rudolph Maté
- 1953 : Le Sabre et la Flèche (Last of the Comanches)
- 1953 : Salomé (Salome) de William Dieterle
- 1953 : Tant qu'il y aura des hommes (From Here to Eternity) de Fred Zinnemann
- 1955 : Les Inconnus dans la ville (Violent Saturday) de Richard Fleischer
- 1955 : Le Rendez-vous de Hong Kong (Soldier of Fortune) d'Edward Dmytryk
- 1955 : La Maison de bambou (House of Bamboo) de Samuel Fuller
- 1955 : La Colline de l'adieu (Love Is a Many-Splendored Thing) de Henry King
- 1955 : La Main gauche du Seigneur (The Left Hand of God) d'Edward Dmytryk
- 1956 : The Lieutenant Wore Skirts
- 1956 : Le Fond de la bouteille (The Bottom of the Bottle)
- 1956 : Bungalow pour femmes (The Revolt of Mamie Stover) de Raoul Walsh
- 1956 : Arrêt d'autobus (Bus Stop) de Joshua Logan
- 1956 : Anastasia d'Anatole Litvak
- 1957 : Dieu seul le sait (Heaven Knows, Mr. Allison) de John Huston
- 1957 : Une poignée de neige (A Hatful of Rain) de Fred Zinnemann
- 1958 : South Pacific de Joshua Logan
- 1958 : L'Auberge du sixième bonheur (The Inn of the Sixth Happiness) de Mark Robson

### Comme scénariste
- 1939 : Radio Hams
- 1940 : Social Sea Lions
- 1940 : What's Your IQ?#2
- 1940 : Quicker'n a Wink (en) de George Sidney
- 1941 : Memory Tricks
- 1941 : Cuban Rhythm
- 1941 : Water Bugs